# Apalit
Apalit is een gemeente in de Filipijnse provincie Pampanga op het eiland Luzon. Bij de laatste census in 2007 had de gemeente ruim 97 duizend inwoners.

## Geografie

### Bestuurlijke indeling
Apalit is onderverdeeld in de volgende 12 barangays:
| - Balucuc - Calantipe - Cansinala - Capalangan - Colgante - Paligui | - Sampaloc - San Juan - San Vicente - Sucad - Sulipan - Tabuyuc |

## Demografie
Apalit had bij de census van 2007 een inwoneraantal van 97.296 mensen. Dit zijn 19.001 mensen (24,3%) meer dan bij de vorige census van 2000. De gemiddelde jaarlijkse groei komt daarmee uit op 3,04%, hetgeen hoger is dan het landelijk jaarlijks gemiddelde over deze periode (2,04%). Vergeleken met de census van 1995 is het aantal mensen met 31.576 (48,0%) toegenomen.

De bevolkingsdichtheid van Apalit was ten tijde van de laatste census, met 97.296 inwoners op 61,47 km², 1069,1 mensen per km².